# Phyllonemus filinemus
Phyllonemus filinemus é uma espécie de peixe da família Claroteidae.
Pode ser encontrada nos seguintes países: República Democrática do Congo, Tanzânia, Uganda e Zâmbia.
Os seus habitats naturais são: lagos de água doce.